# 오스 무탄치스
오스 무탄치스(Os Mutantes)는 브라질의 사이키델릭 록 밴드이다. 이 밴드는 1966년 상파울루에서 아르날두 밥티스타(Arnaldo Baptista), 리타 리(Rita Lee), 세르지오 디아스(Sérgio Dias)에 의해 투로피칼리스타 운동(Tropicalismo) 시기에 결성되었다.